# Jonathan Genck
Jonathan Genck (* 8. Februar 1986 in Oettingen in Bayern) ist ein ehemaliger deutscher Basketballspieler.

## Werdegang
Der 1,85 Meter große Aufbauspieler kam in den Spielzeiten 2005/06 und 2006/07 beim TSV Nördlingen zu Einsätzen in der 2. Basketball-Bundesliga. 
2007 wechselte er zur BG Leitershofen/Stadtbergen und war während der Saison 2007/08 mit einem Punkteschnitt von 15,1 je Begegnung drittbester Korbschütze der Mannschaft in der 1. Regionalliga Südost. Im Spieljahr 2008/09 wurde Genck mit dem BC Scholz Recycling Weißenhorn Meister der 1. Regionalliga Südwest, zum Titelgewinn trug er im Schnitt 9,1 Punkte je Begegnung bei.
Er ging 2009 zur BG Leitershofen/Stadtbergen zurück und errang mit der Mannschaft in der Saison 2009/10 die Meisterschaft in der 1. Regionalliga Südost. Genck verbuchte für die von Trainer Stefan Goschenhofer betreute Truppe auf dem Weg zum Titel einen Punktemittelwert von 12,6 je Begegnung. Im Spieljahr 2010/11 gelang ihm mit Leitershofen/Stadtbergen gleich der nächste Aufstieg: Als Vizemeister der 2. Bundesliga ProB schaffte Genck mit der Mannschaft den Sprung in die zweithöchste Spielklasse Deutschlands, die 2. Bundesliga ProA. Nach den US-Amerikanern Devin Uskoski und Michael Mathey war Genck mit 11,8 Punkten je Begegnung als drittbester Korbschütze Leitershofen/Stadtbergens am Erreichen des zweiten Platzes in der 2. Bundesliga ProB beteiligt. In der 2. Bundesliga ProA wurde Genck mit der Mannschaft in der Saison 2011/12 Tabellenletzter und stieg ab, er erzielte im Saisonverlauf im Mittel 4,7 Punkte je Einsatz.
Anschließend spielte Genck für Leitershofen/Stadtbergen wieder in der 2. Bundesliga ProB, 2014 stieg man in die 1. Regionalliga ab, er gehörte der Mannschaft anschließend mehrere Jahre nicht mehr an. Ab 2017 spielte er wieder für die Mannschaft in der Regionalliga, sein letztes Spiel bestritt er in der Saison 2019/20.